# Cielce (stacja kolejowa)
Cielce – dawna wąskotorowa stacja kolejowa w Cielcach, w województwie łódzkim, w Polsce.